# Соната для фортепіано № 31 (Бетховен)
Соната для фортепіано №31 Л. ван Бетховена ля-бемоль мажор, op. 110, написана в 1821 році.
Складається з 3-х частин:
1. Moderato cantabile molto espressivo
2. Allegro molto
3. Adagio, man non troppo — Fuga : Allegro, ma non troppo

Особливо своєрідною за своєю формою є третя частина — вона починається вільною прелюдією, включає розгорнуту фугу і завершується урочистою кодою.